# バララント
バララント、正式名称・バララント同盟は、テレビアニメ『装甲騎兵ボトムズ』の世界に於けるギルガメスと並ぶアストラギウス銀河内での二大勢力の一つである、架空の惑星連合国家。アニメのスタッフによる詳細な設定はごく少なく、以下の記述の多くは同人誌や各種ムックで創作された物が多い。なお、作品中に実際に登場したバララント人キャラクターもまたごく少なく、その描写もギルガメス人との差異はほとんどない。

## 概要
遙か昔にクエントから発生した文明が銀河中に拡がり、そのうちの一つから発祥したといわれるものの、詳しい概要は不明。
誕生初期はMH（マクガフィハイパードライブ）航法を完成させ、宇宙中に勢力圏を確保した。こういった優れた航宙技術がギルガメスに先んじていた事で、広い勢力を手にした。同時に「大バラン主義」という思想を被制圧国家に強要した。
そんなバラン主義思想に反発する軍事通商連合は集結してゆき、ギルガメス連合を形成していった。

## 国家形態
バララントはギルガメスよりもMH航法を先駆け、更に、軍上層部による軍国思想と共産主義的な思想による政治体制によって、早くに勢力を確保していた部分もあるため、勢力範囲はギルガメスよりも広く、各星系の資源並びに、住民の生活水準はギルガメスよりも上である。但し、そこに思想教育であるバラン主義が絶対の枷として強要される。
これに反発する者はギルガメス側に流れたが、国家体制としてもシステムとしても（欠点がないとは言えないとはいえ）ギルガメスの政治形態に比べてスムーズである。更に首都星バランの衛星ミノータスにも首都機能が移転してあり、緊急時にはこのミノータスをバランから離脱させて運用できるなど、首都星を二度も失い、現在の主星メルキアでの状態からも、政治体制については脆弱ささえ見えるギルガメスよりも盤石な体制を築いている。
しかし、百年にも及ぶ戦乱故にバララント側の疲弊も決して小さくはなく、バララント政府も百年戦争末期におけるギルガメス側のAT開発により、豊富な資源と勢力圏を確保していた戦略に狂いが生じた部分も否めず、百年戦争末期はギルガメスに戦術と戦略運用面で押されており、アストラギウス暦7213年2月には重要な補給線であるサンサ星をレッドショルダーの攻撃で壊滅させられ、休戦が急がされた。

## 技術力
ギルガメスよりも恒星間での航行技術の確保や、レーダーやセンサーなどの開発についてはクエントを除いて優れている。しかし、豊富な資源と広大な勢力圏から、安定された環境故にそれ以外の兵器開発に於いては、ギルガメスに一歩も二歩も出遅れる形となった。
特にギルガメスが7183年にMT（マシントルーパー）を開発し、それを更に発展させたAT（アーマードトルーパー）の登場によって、それまでの優位が完全に崩れることとなった。その後で鹵獲したATを参考にATを開発するものの、7198年にロールアウトしたギルガメス軍のATM-09-STスコープドッグによって、戦局はギルガメス側に傾いた。バララント側のAT開発は遅れ、ATの性能でもギルガメスに及ぶもの（アームパンチなどは、現在も標準装備した機体は存在しない）ではなかった。ギルガメスの攻勢を抑えるようになるには、7209年の「フロッガー」（B･ATM-03ファッティー）の完成を待たなければならなかった。
ATだけではなく、それを利用した運用や、PS開発などに関しても、ギルガメス側よりも見劣りする部分があるものの、兵器の質ではなく、量によっての戦術が採られ、数による集団の戦いでギルガメス側を圧倒する事も多かった。

## 百年戦争の爪痕
百年戦争末期、攻勢に出たギルガメスによって、バララント側も多くの惑星で甚大な被害と多大な犠牲を出した。
惑星オロミリア（オロム）とギャオア、そして、ミヨイテやパルミスでも多大な戦死者を出し、特にパルミスはギルガメス側の属国となり、7213年のオロムではレッドショルダーによって体を失ったバララント軍兵士ラダァ・ニーヴァはバララント軍PSとなるべく手術を受けたが、精神異常を来した。
他にも、PS絡みのものとして停戦前にミヨイテでギルガメス側軍需物資強奪の「ブランバンドール・スキャンダル」で、ギルガメス機甲猟兵部隊のシュエップス小隊が、只一人の生存者を残して全滅し、生存者のメロウリンク・アリティ元伍長が、事件の関連者を休戦時にギルガメス側で暗殺するという事態に発展した。
しかし、一番有名なのはなんといっても惑星サンサでのレッドショルダーの大量虐殺であり、サンサは草木一本生えない死の星と化し、後に「不可侵宙域」に定められた宙域やその付近には、こうした百年戦争末期でのレッドショルダーによる破壊と殺戮の後が残っている。

## 『青の騎士ベルゼルガ物語』のバララント関連描写
外伝小説『青の騎士ベルゼルガ物語』でも基本的な設定は『装甲騎兵ボトムズ』と共通する。
物語序盤に登場するバララント星域の惑星スイールは、百年戦争最末期に第36メルキア方面軍機甲兵団に一旦制圧されるものの、停戦取引材料の一つとしてバララント領に差し戻される。その首都「ラ」近郊には酷寒にさらされる強制収容所があり、メルキア軍上層部に置き去りにされた主人公ケイン・マクドガルはそこから命からがら逃げ出す。
また、1・2巻の物語全編にわたってバララントは、ケインが亡き友の仇敵として追う人物クリス・カーツが率いる秘密結社「異能結社」の後ろ盾となっている。クリスは元々ギルガメス陣営の軍人であるが、組織の開発したAT「黒き炎（シャドウフレア）」のノウハウを次世代AT開発のために提供する見返りに、バララントは彼らと結んだのであった。2巻後半に入ると、バララントは異能結社の戦闘部隊「ラストバタリオン」の戦力として、シャドウフレアを試作機としそのノウハウを導入した次世代型量産AT「ポッド・ベリー」を提供している。これらの機体は当時のギルガメス軍制式ATでは全く太刀打ちできない性能であった。
また、ヒロインのロニー・シャトレはバララント領・惑星スイールの少女である。彼女はAT操縦の訓練を受けていたが、人買いにさらわれたところを偶然ケインと共にスイールを脱出することになる。脱出劇の最中たまたま宇宙船の格納庫に倒れ込んだファッティーをそのままメルキア星に持ち込んで改造、「ファニーデビル」というリングネームを名乗ってバトリングを行うが、シリーズ第3巻『K’』でギルガメス人とバララント人の混血であり、ケインと同じく「旧劣等種」（ベルゼルガと呼ばれる）であることが明かされる。
プレイステーションゲーム版では、カーツ配下のバララント女性兵士のエリーナ・ラハウェが登場し、主人公のストーリーに絡んでくる場合がある。また、バララントに過剰な憎しみを持つギルガメス兵のシーラー・ラトリェと、バララントの攻撃に夫を殺されたマッチメーカーのツイード・コキーユといった面々がいる。
『絶叫の騎士』では、メルキア騎士団計画の一環としてアストラギウス銀河全域にばら撒かれた生物兵器により、バララント、ギルガメスを問わず、「旧劣等種（ベルゼルガ）」を除いた大半の人類が血友病に罹って死滅してしまう。これは『青の騎士ベルゼルガ物語』シリーズ独自のストーリー展開であり、TVアニメ及びOVA『装甲騎兵ボトムズ』本編では戦乱の世ながらバララント、ギルガメス両陣営は健在であり続けている。
また同じく『絶叫の騎士』では、バララント側の数少ない残存兵で、やはり旧劣等種であるファビ・ミナルディがバララント軍最終最新型ATであるグラバールを携えて登場。ケインと共にレグジオネータに立ち向かう。
尚、ベルゼルガ系最強ATであるATM-FX-∞-SSSXテスタロッサにも、レグジオネータと戦うためにバララント技術が導入されている。

## その他のバララント関連
プレイステーションソフト『装甲騎兵ボトムズ ライトニングスラッシュ』には、バララント出身のマッチメーカー、オジャー・ローブがマッチメーカーとなり、主人公アズライトの面倒を見る。
また、テレビシリーズ冒頭の1カットのみに登場したBATM-02-STのブロッカーが、『鋼鉄の軍勢』では、敵ユニットとして登場する。
『野望のルーツ』と『機甲猟兵メロウリンク』、更に『赫奕たる異端』には、ファッティーの陸戦用（グランドファッティー）が登場。『ビッグバトル』にはエクルビスの他、旧式バララントATのBAM-001-PTのビズィークラブ（オネストクラブ）も登場した。